# Venă posterioară a ventriculului stâng
Vena posterioară a ventriculului stâng se desfășoară pe suprafața diafragmatică a ventriculului stâng către sinusul coronarian, dar se poate termina în marea venă cardiacă. 